# Storkvarnberget
Storkvarnberget är ett naturreservat i Ljusdals kommun i Gävleborgs län.
Området är naturskyddat sedan 2010 och är 98 hektar stort. Reservatet omfattar toppen och östra sidan av Storkvarnberget och består av brandpräglad naturskog av tall, granskog och aspar i branter.